# Benjamin Bobenrieth
Benjamin Bobenrieth-Amondarain (* 18. April 1988 in Oloron-Sainte-Marie) ist ein französischer Jazzmusiker (Gitarre, Komposition).

## Leben und Wirken
Bobenrieth spielte zunächst E-Bass im Bereich von Rockmusik und Funk. Im Alter von 15 Jahren geriet er in den Bann der Musik von Django Reinhardt und begann, Gitarre zu spielen und die Grundlagen des Gypsy-Jazz zu lernen. So gründete er seine erste Band Swing Tribu, die erfolgreich war und als Gewinner des Jazz-Tremplin von Oloron regelmäßig im Südwesten Frankreichs auftrat (Parc des expositions de Pau, Jazzfestival in Orthez). Im Alter von 18 Jahren erhielt er den von der Stadt Pau verliehenen Preis für junge Talente. 2007 begann er ein Jazzstudium an der Universität Toulouse II Le Mirail, wo er nach dem Abschluss sein Musikstudium bis zum Master-Abschluss mit der Auszeichnung „sehr gut“ fortsetzte. 2013 veröffentlichte er einen Artikel über Django Reinhardt in Les cahiers du jazz und veröffentlichte eine Sammlung von Partituren und Transkriptionen von Orchesterstücken aus Django’s Music bei den Presses Universitaires du Mirail.
Bobenrieth gehörte während des Studiums (neben Youenn Rohaut an der Violine, Théo Gjini an der Rhythmusgitarre und Rémi Bouyssière am Kontrabass) zum Quartett Oihana aus Toulouse, dessen Album Fausse route (2012) gute Kritiken erhielt; das Quartett trat in Frankreich und Belgien auf, 2012 auch als Vorgruppe von Biréli Lagrène in Paris.
2013 bildete Bobenrieth mit dem Gitarristen Hadrien Vejsel das Trio Indigo Project, das regional auftrat. 2015 gründete er sein Big Ben Trio (mit Samuel De Zaldua und Vincent Hemery), das ein erstes Album mit der Toulouser Sängerin Clémence Lagier veröffentlichte und seit 2015 auf zahlreichen Festivals sowie in Spielstätten überall in Frankreich gastierte. Mit seinem Big Ben Trio und dem Geiger Raphaël Tristan Jouaville nahm Bobenrieth für das Laborie Label sein Album Travels auf, das im September 2018 erschien. Ein Konzert, auf dem die Musik des Albums präsentiert wurde, sendete France Musique; das Album wurde auch auf den einschlägigen Festivals vorgestellt sowie 2020 auf einer Tournee im Nahen Osten. Daneben trat er mit Acts wie MaDame, Sara Longo, Rémi Dugue, Tchiki Swing oder Grain de Swing auf. Als Mitglied von Sheik of Swing (mit Clément Salles, Sylvain Peyrieres und Vincent Hemery) spielte er seit 2018 regelmäßig Konzerte in Frankreich, Spanien und auf einer Tournee in China.